# Браун, Джо (боксёр)
Джо Браун (англ. Joe Brown; 18 мая 1926, Новый Орлеан, США — 4 декабря 1997) — американский боксёр. Чемпион мира в лёгкой весовой категории (1956—1962).
В 1961 году признан «Боксёром года» по версии журнала «Ринг».

## Профессиональная карьера
Дебютировал на профессиональном ринге 12 сентября 1941 года.
2 мая 1947 года потерпел досрочное поражение от Сэнди Саддлера.
25 мая 1951 года победил по очкам Вирджила Акинса.
6 июля 1951 года во второй раз победил Вирджила Акинса.
6 декабря 1951 года провёл третий бой с Вирджилом Акинсом. На этот раз, проиграл.
2 мая 1956 года победил по очкам чемпиона мира в лёгком весе Уоллеса Смита. Счёт судей: 98-92, 99-92, 100-88. Титул Смита на кону не стоял.

### Чемпионский бой сУоллесом Смитом
24 августа 1956 года во второй раз встретился с Уоллесом Смитом. Для Смита это была защита титула чемпиона мира в лёгком весе. Браун выиграл по очкам и стал новым чемпионом.

### Третий бой сУоллесом Смитом
Третий поединок между боксёрами состоялся 13 февраля 1957 года. Для Брауна это была первая защита титула. Чемпион нокаутировал своего соперника в 11-м раунде.

### Защиты титула
19 июня 1957 года нокаутировал в 15-м раунде кубинца Орландо Сулуету.
4 декабря 1957 года нокаутировал в 11-м раунде Джои Лопеса.
7 мая 1958 года нокаутировал в 8-м раунде Ральфа Дюпа.
23 июля 1958 года победил по очкам Кенни Лейна. Счёт судей: 143-142, 144-143, 145-141.
11 февраля 1959 года победил по очкам Джонни Буссо. Счёт судей: 148-141, 149-140, 147-138.
3 июня 1959 года нокаутировал в 9-м раунде Паоло Рози.
2 декабря 1959 года нокаутировал в 6-м раунде британца Дэйва Чарнли.
28 октября 1960 года победил по очкам Сиско Андраде. Счёт судей: 12-3, 14-1, 13-3.

#### Второй бой сДэйвом Чарнли
18 апреля 1961 года во второй раз встретился с британцем Дэйвом Чарнли. Браун одержал победу по очкам и защитил чемпионский титул. Этот поединок был признан «Боем года» (1961) по версии журнала «Ринг».
28 октября 1961 года победил по очкам Берта Сомодио. Счёт судей: 74-62 и 71-65 (дважды).

### Поражение отКарлоса Ортисаи потеря титула
21 апреля 1962 года встретился с экс-чемпионом мира в 1-м полусреднем весе пуэрториканцем Карлосом Ортисом. Поединок продлился все 15 раундов. Ортис победил единогласным решением (74-60, 74-58, 74-66).
25 февраля 1963 года Браун в третий раз встретился с британцем Дэйвом Чарнли. Чарнли победил нокаутом в 6-м раунде.
10 августа 1963 года проиграл по очкам аргентинцу Николино Лочче.
11 ноября 1963 года проиграл нокаутом в 3-м раунде венесуэльцу Карлосу Эрнандесу.
11 марта 1966 года проиграл по очкам итальянцу Бруно Аркари.
8 июня 1968 года проиграл нокаутом в 4-м раунде мексиканцу Чанго Кармоне.

## Признание
- Включён во Всемирный зал боксёрской славы.
- В 1996 году включён в Международный зал боксёрской славы[25].
- В 1976 году включён в Спортивный зал славы штата Луизиана[англ.][26].